# Oribotritia storkani
Oribotritia storkani är en kvalsterart som beskrevs av Zicman Feider och Suciu 1957. Oribotritia storkani ingår i släktet Oribotritia och familjen Oribotritiidae. Inga underarter finns listade i Catalogue of Life.